# Надия (имя)
Надия (араб. نادية‎) — женское имя арабского происхождения, в переводе с арабского означает «щедрая».
Имя Надия распространено в арабских странах, а также в тюркоязычных. В арабских странах пользуются также формой этого имени, как На́да. Личное имя Nadia используется и в западных странах. В Нидерландах в 2010 году это имя заняло 240-е место, а в Испании в 2009 г. – 88-е место.